# Den Hoet
Den Hoet was een versterkt huis uit de middeleeuwen aan de weg tussen Utrecht en Vleuten. Het lag in een lus van de inmiddels verdwenen rivier de Rijn. Het terrein waarop het zich bevond is bewaard gebleven. Het nog aanwezige toegangshek, dat dateert uit de 16e eeuw, is een rijksmonument. Op het terrein staat thans een boerderij met de naam Den Hoet, een gemeentelijk monument. Vroeger was de omgeving ervan landelijk gebied, thans stedelijk gebied: de buurt Het Zand in de Utrechtse wijk Leidsche Rijn. In de directe omgeving van de boerderij Den Hoet is een straat met dezelfde naam. 

## Geschiedenis
Over het ontstaan van Den Hoet is weinig bekend. De eerste vermelding komt voor op een kaart uit 1556, waarop een omgracht huis met trapgevels staat afgebeeld. Het huis was een leen van kasteel Ruwiel.
Het versterkte huis Den Hoet was destijds gelegen bij de aansluiting van de gegraven Vleutense Wetering op de oude Rijnloop direct aan de noordwestzijde van de Hoge Weide.
Den Hoet ontwikkelde zich tot een grote buitenplaats, blijkens een omschrijving uit 1671. Hierin is sprake van een complex met: visscherije, cingels, graften, boomgaerde, bouwhuys, brouwhuys, bergen, schuijren ende vordere appendirien, mitsgaders d'landen daer aen behoorende ende annex gelegen groot te saemen omtrent ses en twintigh morgen lands.
In de achttiende eeuw is het huis waarschijnlijk vervallen geraakt en gesloopt. In 1741 is namelijk sprake van een hofstede en niet meer van een kasteel of buitenplaats.
De huidige dwarshuisboerderij werd grotendeels in 1917 gebouwd. Overblijfselen van het oude Den Hoet zijn beschermd als archeologisch monument. De boerderij zelf is een gemeentelijk monument, terwijl een 16e-eeuws hekwerk van de boerderij de status van rijksmonument heeft.
Rond de boerderij loopt een ringsloot, waarschijnlijk de slotgracht van het oude Den Hoet.